# 周俞辰
周俞辰（2012年6月28日—），中国大陸男演员，2024年演出由梁志强执导的电影《小孩不笨3》。
周俞辰出生于上海，5岁时进入演艺圈，2023年，周俞辰的媽媽通过社媒帮他报名了《小孩不笨3》的演员徵选试镜，後得到角色，在片中饰演从上海转学到新加坡的小学生王梓豪。
。

## 外部連結
- 周俞辰的新浪微博